# Zehentstadel (Engishausen)

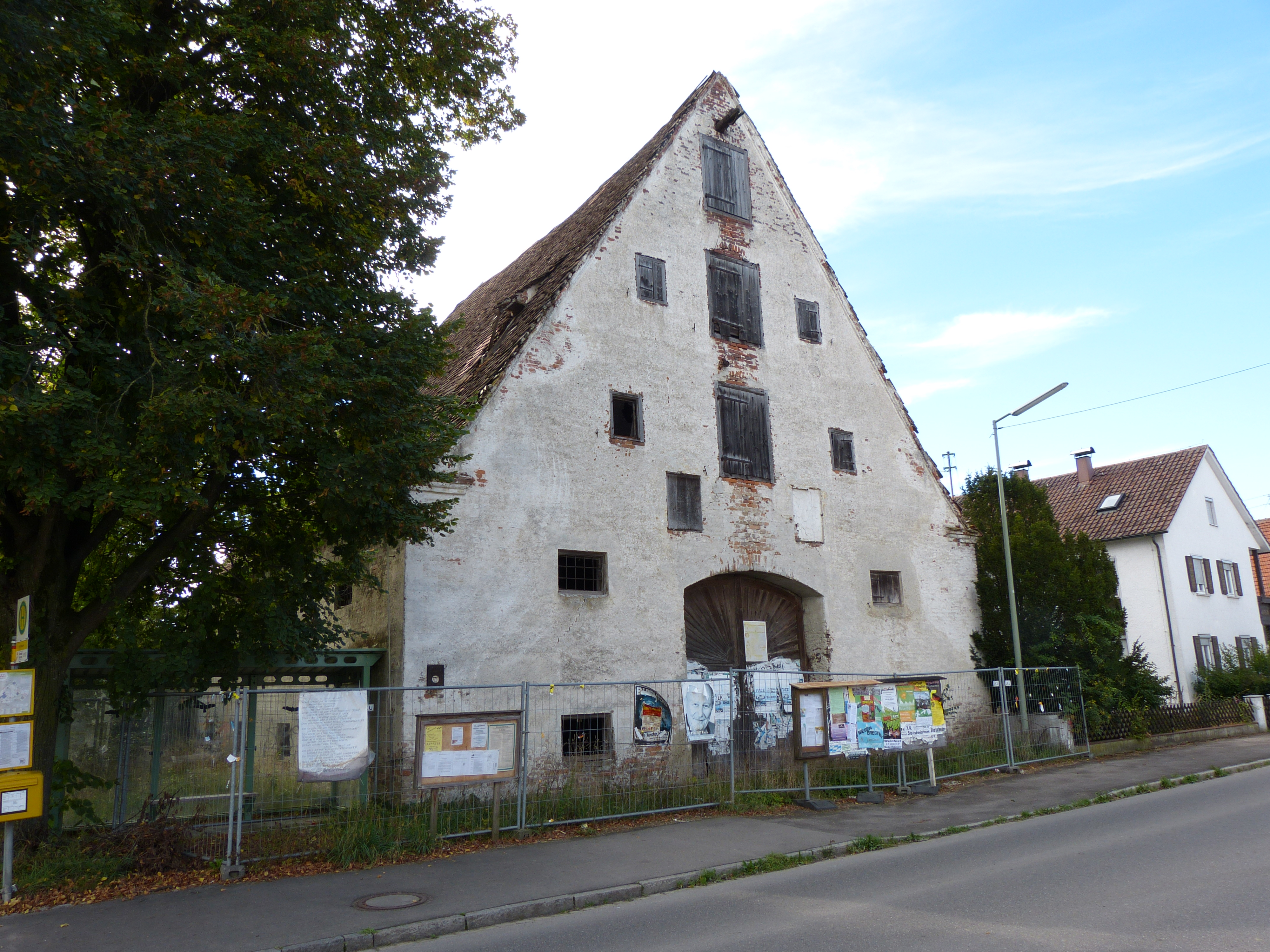
Zehentstadel in Engishausen

Der sogenannte Zehentstadel oder Zehntstadel ist ein denkmalgeschütztes Gebäude im Ortsteil Engishausen der Gemeinde Egg an der Günz, im Landkreis Unterallgäu, Bayern. Er befindet sich südlich der Kirche St. Sebastian und wurde in der ersten Hälfte des 18. Jahrhunderts errichtet. Er ist als massiver, zweigeschossiger Bau ausgeführt und mit einem steilen Satteldach bedeckt. Entlang des Zehntstadels führt ein profiliertes Traufgesims. Die Giebelschrägen ruhen auf Eckgesimsstücken. Ein großes Stichbogentor bildet an der Ostseite den Zugang zum Stadel. Im Inneren befinden sich eine Doppelreihe von Ständern, fünf Joche und eine mittlere Längstenne. Die Beschläge der Innenseite der Torflügel haben die Form von Lilienenden.